# Fratte Rosa
Fratte Rosa là một đô thị ở tỉnh Pesaro và Urbino trong vùng Marche, nằm cách 50 km về phía tây của Ancona và khoảng 30 km về phía nam của Pesaro. Tại thời điểm ngày 31 tháng 12 năm 2004, đô thị này có dân số 1.016 và diện tích là 15,6 km².
Đô thị Fratte Rosa có các frazioni (các đơn vị trực thuộc, chủ yếu là các làng) Torre San Marco and Convento Santa Vittoria.
Fratte Rosa giáp các đô thị sau: Barchi, Fossombrone, Mondavio, Pergola, San Lorenzo in Campo, Sant'Ippolito.

## Lịch sử biến động dân số

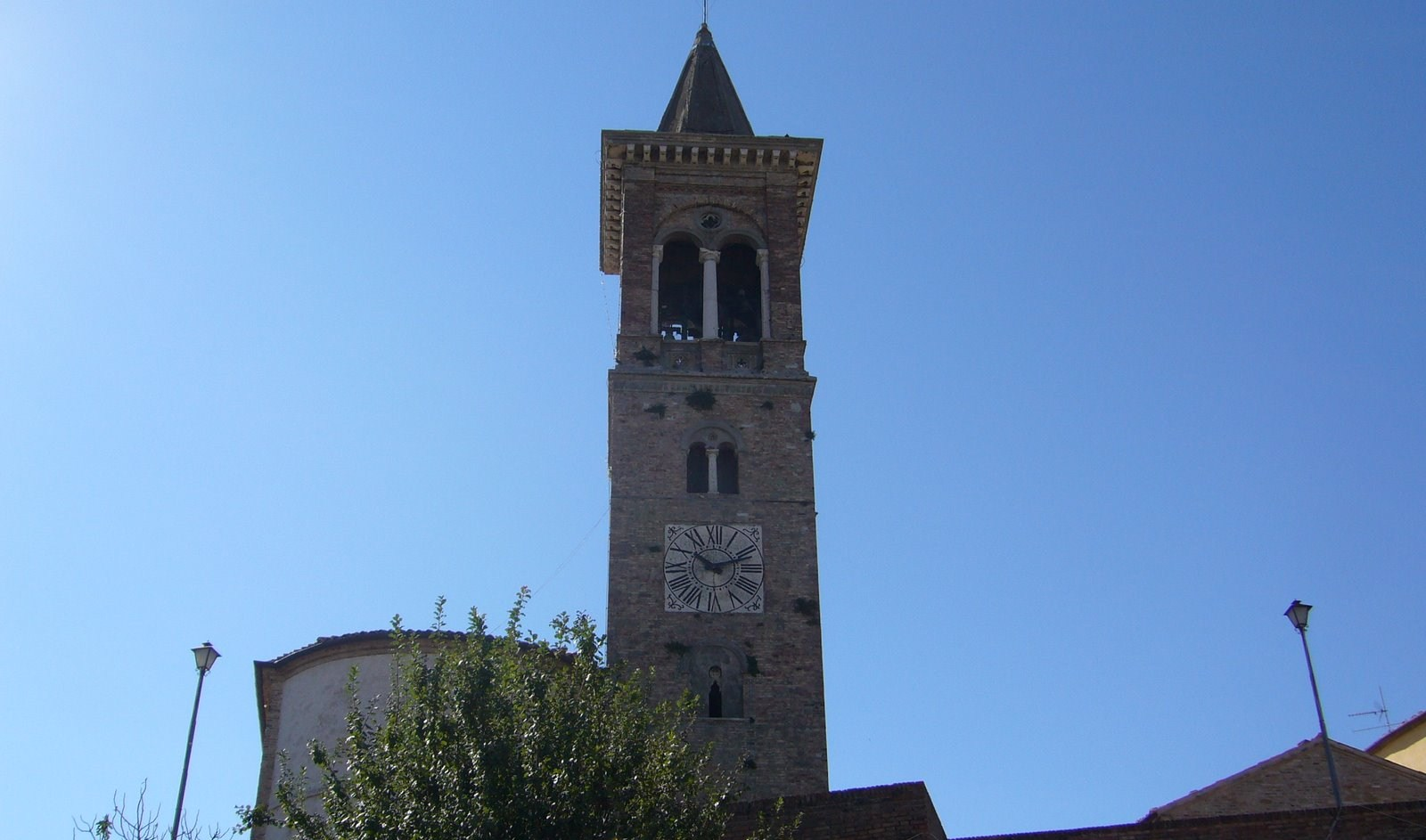
Nhà thờ chính của Fratte Rosa